# عزیزه تانریکلو
عزیزه تانریکلو (انگلیسی: Azize Tanrıkulu؛ زادهٔ ۹ فوریهٔ ۱۹۸۶) ورزشکار تکواندو اهل ترکیه است.
وی در مسابقات کشوری و بین‌المللی در مجموع برندهٔ ۲ مدال طلا و ۲ مدال نقره شده‌است.